# ريولايت
ريولايت (بالإنجليزية: Rhyolite)‏ هي مدينة أشباح في مقاطعة ناي في ولاية نيفادا الأمريكية. وهي تقع في تلال بولفروغ على بعد حوالي 120 ميلا (190 كم) شمال غرب لاس فيغاس، بالقرب من الحافة الشرقية من وادي الموت. بدأت المدينة في أوائل عام 1905 باعتبارها إحدى معسكرات التعدين التي نشأت بعد التنقيب في التلال المحيطة بها. وخلال حمى الذهب التي تلت الاكتشاف، توافد الآلاف من الباحثين عن الذهب والمطورين وعمال المناجم ومقدمي الخدمات إلى منطقة بولفروغ التعدينية. واستقر الكثيرون في ريولايت، التي تقع في حوض صحراوي محمي بالقرب من أكبر منتج في المنطقة، وهو منجم مونتغومري شوشوني.
اشترى الصناعي تشارلز مايكل شواب منجم مونتجومري شوشوني في عام 1906 واستثمر بقوة في البنية التحتية، بما في ذلك المياه المنقولة بالأنابيب وخطوط الكهرباء والنقل بالسكك الحديدية، التي خدمت المدينة والمنجم. بحلول عام 1907، امتلكت مدينة ريولايت أنوارا كهربائية، وأنابيب مياه، وهواتف، وصحف، ومستشفى، ومدرسة، ودار أوبرا، وبورصة. وتختلف التقديرات المنشورة عن ذروة سكان البلدة اختلافا واسعا، ولكن المصادر العلمية تقول عموما أن العدد تراوح بين 3,500 و 5,000 نسمة في عام 1907-1908.
انحسرت ريولايت بنفس السرعة التي ازدهرت بها، إذ انخفض الإنتاج بعد أن استنفد الخام. لم يعد المال المخصص للتنمية متوفرا بعد زلزال سان فرانسيسكو عام 1906 والذعر المالي عام 1907. وفي عام 1908، أجرى المستثمرون في منجم مونتغومري شوشوني دراسة مستقلة على المنجم الذي زادت تكاليفه. عندما أثبتت نتائج الدراسة أن المنجم لم يعد ذا جدوى اقتصادية، انهارت قيمة أسهم الشركة، ما قيد التمويل. وبحلول نهاية عام 1910، كان المنجم يعمل بخسارة وأغلق في عام 1911. وبحلول هذا الوقت، انتقل العديد من عمال المناجم للعمل إلى مكان آخر، وانخفض عدد سكان ريوليت إلى أقل من ألف نسمة. وبحلول عام 1920، اقترب عدد السكان من الصفر.
بعد عام 1920، أصبح ريولايت وأطلالها نقطة جذب سياحي وموقعا لتصوير الأفلام. وانهارت معظم مبانيها، أو تمت الاستفادة منها لمواد البناء، أو تم نقلها إلى مدينة بيتي القريبة أو غيرها من المدن، وإن تم إصلاح وصيانة مستودع سكة الحديد ووالذي صنع أساسا من الزجاجات الفارغة. وفي الفترة من عام 1988 إلى عام 1998، قامت ثلاث شركات بإدارة منجم سطحي في قاعدة جبل لاد، على بعد نحو ميل واحد (1.6 كم) جنوب ريولايت. يقع متحف غولدويل المفتوح على ملكية خاصة جنوب مدينة الأشباح مباشرة، وهي عبارة عن عقار يشرف عليه مكتب إدارة الأراضي.
بعدما هجرها الناس بعد عام 1980 أصبحت المدينة وأطلالها مزارا سياحيا وتم تصوير العديد من الأفلام السينيمائية بها من أحدثها فيلم ذا آيلاند 